# Braux-Sainte-Cohière
Braux-Sainte-Cohière è un comune francese di 86 abitanti situato nel dipartimento della Marna nella regione del Grand Est.

## Società

### Evoluzione demografica
Abitanti censiti

## Galleria d'immagini

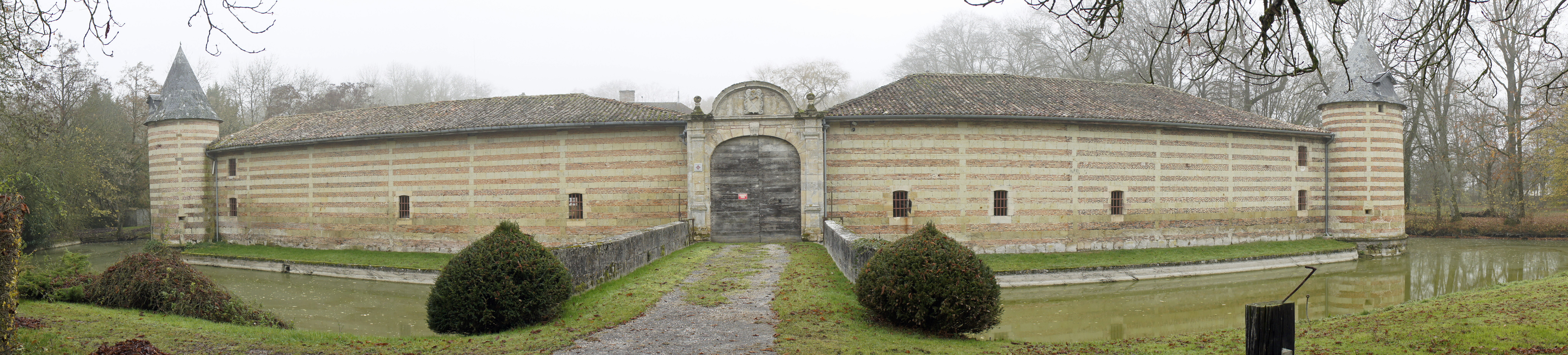
castello
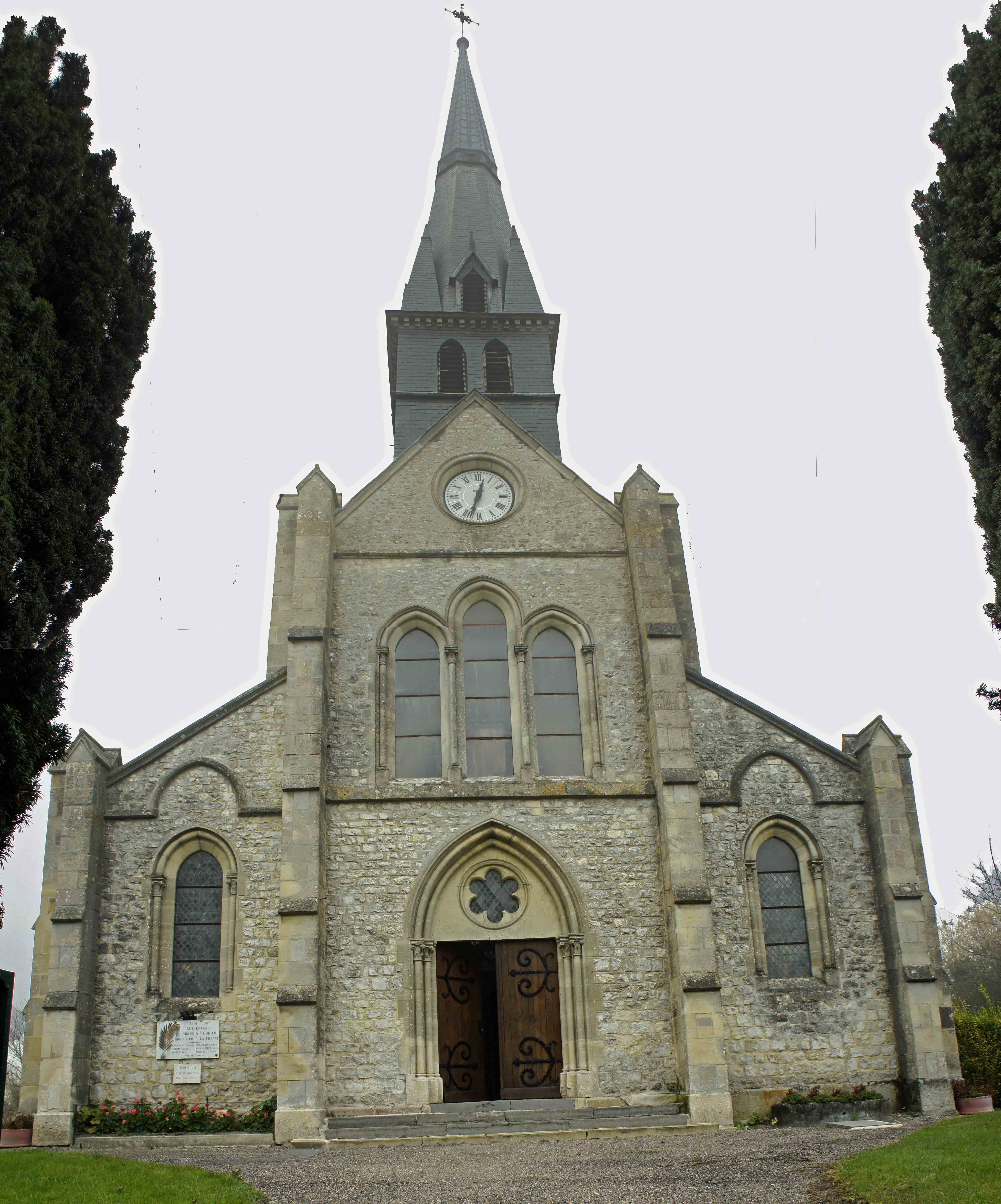
chiesa